# PC Gusmão
Paulo César Gusmão, właśc. Paulo César Lopes de Gusmão lub PC Gusmão (ur. 19 maja 1962 w Rio de Janeiro) – brazylijski piłkarz, grający na pozycji bramkarza, trener piłkarski.

## Kariera piłkarska

### Kariera klubowa
W 1982 rozpoczął karierę piłkarską w CR Vasco da Gama. Potem występował w klubach Botafogo, Campo Grande, Cabofriense, Americano i Pouso Alegre-MG, gdzie zakończył karierę w 2000 roku.

## Kariera trenerska
Karierę szkoleniowca rozpoczął w 2001 roku. Trenował kluby CR Vasco da Gama, SE Palmeiras, Cruzeiro EC, CR Flamengo, Cabofriense, Botafogo, São Caetano, Fluminense FC, Náutico, Itumbiara, Figueirense, EC Juventude, Atlético-GO, Ceará, Sport, Vitória, Al-Arabi, Bragantino i Penapolense.

## Sukcesy i odznaczenia

### Sukcesy piłkarskie
Vasco da Gama
- mistrz Campeonato Carioca: 1988
- zdobywca Taça Rio: 1988

### Sukcesy trenerskie
Cruzeiro
- mistrz Campeonato Mineiro: 2004, 2006

Itumbiara
- mistrz Campeonato Goiano: 2008

Vasco da Gama
- zdobywca Copa da Hora: 2010

Atlético Goianiense
- mistrz Campeonato Goiano: 2011

Ceará
- mistrz Campeonato Cearense: 2012